# Islamski Front Działań
Islamski Front Działań, także spotykane tłumaczenia Front Akcji Islamskiej, Front Akcji Muzułmańskiej (arab. جبهة العمل الإسلامي, Dżabhat al-Amal al-Islami) – jordańska partia polityczna utworzona w 1992 przez krajową organizację Braci Muzułmańskich. Jest organizacją islamską o umiarkowanym profilu, deklarującą poszanowanie dla demokratycznego porządku i dążącą do przekształcania społeczeństwa w duchu islamskim drogą reform.

## Historia

### 1992-1994
Islamski Front Działań został utworzony w 1992 przez jordańską organizację Braci Muzułmańskich, funkcjonującą od 1945. Powstanie partii miało związek z ordynacją wyborczą wprowadzoną w Jordanii przed pierwszymi od 1956 wielopartyjnymi wyborami parlamentarnymi. Ordynacja ta pozwalała na start kandydatom niezależnym oraz przedstawicielom partii politycznych, nie mogły ich natomiast wystawiać stowarzyszenia, a taki status miała organizacja Braci Muzułmańskich. Zwłaszcza pragmatycznie nastawionym działaczom islamistycznym wywodzącym się z klasy średniej zależało na tym, by brać udział w głównym nurcie życia politycznego w kraju. Na czele partii stanął Iszak Farhan, reprezentant umiarkowanego skrzydła jordańskich Braci Muzułmańskich, w latach 1970-1973 minister edukacji, a następnie spraw religijnych. W nowej ordynacji wyborczej zawarto ograniczenia, które islamiści uważali za wymierzone w swoje ugrupowanie: zakaz prowadzenia działalności społecznej (charytatywnej) przez partie polityczne oraz zakaz zaangażowania politycznego stowarzyszeń, co delegalizowało również agitację polityczną na terenie meczetów. W związku z takim brzmieniem ordynacji Bracia Muzułmańscy rozważali początkowo bojkot wyborów, ostatecznie jednak wystawili swoich kandydatów. Islamski Front Działań miał być partią, uczestniczącą w demokratycznym życiu politycznym, podczas gdy Bracia Muzułmańscy mieli kontynuować działalność społeczną i rozwijać aktywność kaznodziejską. Wyrazem demokratycznego charakteru partii miało być dopuszczenie do uczestnictwa w niej zarówno mężczyzn, jak i kobiet (które w stowarzyszeniu Braci Muzułmańskich nie mogły być aktywne)W głosowaniu 9 listopada 1993 Islamski Front Działań uzyskał szesnaście mandatów (na 80); w Izbie Deputowanych jego przedstawiciele tworzyli blok z pięcioma niezależnymi kandydatami utożsamiającymi się z fundamentalizmem islamskim. Dla islamistów był to wynik gorszy, niż w 1989, gdy kandydaci islamistyczni uzyskali 34 mandaty (z czego 22 deputowanych było bezpośrednio związanych z Braćmi, a dwanaście podzielało ich poglądy). Porażkę wyborczą partia tłumaczyła niekorzystną ordynacją wyborczą. Część autorów podziela taką interpretację, według innych w rzeczywistości niepowodzenie wynikało z rozczarowania społeczeństwa działalnością Braci Muzułmańskich, ich dążeniem do podporządkowania całego życia społecznego zasadom rygorystycznie rozumianemu prawu islamskiemu, jak również faktem, że islamiści nie spełnili wcześniejszych obietnic w zakresie zwalczania korupcji, walki z biedą i wspierania ruchu palestyńskiego.
Deputowani Islamskiego Frontu Działań bezskutecznie protestowali przeciwko podpisaniu przez Jordanię pokoju z Izraelem w 1994. W celu przeciwstawienia się traktatowi islamiści podjęli krótkotrwałą współpracę z jordańską lewicą panarabską. Obydwie formacje były jednak za słabe, by wpłynąć na politykę króla Husajna i premiera Abd al-Salama al-Madżalego. Co więcej, ani Bracia Muzułmańscy, ani Islamski Front Działań nie chciały podejmować radykalnych działań antyrządowych. W Ammanie islamiści zorganizowali manifestacje przeciwko traktatowi, w których wzięło udział jedynie 5 tys. osób. Jordańska organizacja Braci Muzułmańskich nie angażowała się silniej w opozycję antykrólewską, by król Husajn nadal tolerował obecność w Jordanii Hamasu, który również wywodził się z panislamskiego ruchu Braci Muzułmańskich.

### 1994-1997
Islamski Front Działań był partią podzieloną wewnętrznie, bez spójnej strategii działania. Był także izolowany na arenie politycznej przez inne jordańskie partie. Kolejni szefowie rządów po 1993 - Abd as-Salam al-Madżali, Zajd ibn Szakir, Abd al-Karim al-Kabariti i ponownie al-Madżali - opierali swoje gabinety na większości parlamentarnej, w której nie było posłów islamskich. W 1997 premier al-Madżali przyczynił się do utworzenia Narodowej Partii Konstytucyjnej, powstałej z połączenia kilku prorządowych ugrupowań centrowych. Przed wyborami parlamentarnymi w 1997 roku władze jordańskie poddały islamistów jeszcze ściślejszej kontroli. Ostatecznie Front Akcji Islamskiej wezwał do bojkotu wyborów i nie wystawił swoich list, tak, jak domagało się tego radykalne skrzydło partii. Apel islamistów nie przyniósł większego sukcesu, frekwencja wyborcza wyniosła 55%, jedynie w Ammanie, gdzie opozycja (nie tylko związana z Islamskim Frontem Działań) była najsilniejsza, w wyborach wzięło udział jedynie 26% wyborców.

### Po 1997
Państwo jordańskie złagodziło nadzór nad islamistami w 1999, po śmierci króla Husajna i wstąpieniu na tron Abd Allaha II ibn Husajna. W tym samym roku Islamski Front Działań odniósł umiarkowany sukces w wyborach samorządowych, wprowadzając 20 kandydatów do rady miejskiej Ammanu i potwierdzając kluczową pozycję w tych miastach, gdzie islamiści tradycyjnie cieszyli się znacznym poparciem. Islamski Front Działań nadal deklarował się jako partia umiarkowana, solidaryzował się jednak z islamistycznymi organizacjami terrorystycznymi, które w latach 1999-2000 rząd zaczął zdecydowanie zwalczać; partia twierdziła, że organizacje takie rozwijają się w Jordanii z powodu proizraelskiej i prozachodniej polityki zagranicznej króla i rządu.
W wyborach parlamentarnych w 2003 Islamski Front Działań wziął udział i wprowadził do Izby Deputowanych dwunastu przedstawicieli; mandaty zdobyło również pięciu islamistów niezależnych. Był to kolejny dowód spadku znaczenia partii na arenie politycznej. Równocześnie zmarginalizowany przez króla Abd Allaha II został cały parlament, czemu sprzyjało jego silne rozdrobnienie (większość deputowanych startowała jako niezależni, reprezentowała wiejskie elity pochodzenia plemiennego lub wpływowe rody miejskie, brakowało wyrazistych opcji ideologicznych). Kolejne wybory parlamentarne również nie przyniosły Islamskiemu Frontowi Działań sukcesu; partia zdobyła w nich dziesięć mandatów. Trzy lata później Islamski Front Działań zbojkotował przedterminowe wybory parlamentarne, protestując przeciwko ordynacji wyborczej. Mimo bojkotu w wyborach wzięło udział siedmiu kandydatów związanych z partią, z czego tylko jeden, Ahmad Kuda, uzyskał mandat. Islamski Front Działań twierdził, że oficjalne statystyki frekwencji (53%) były zawyżone; kierujący partią Hamza Mansur utrzymywał, że w rzeczywistości w głosowaniu wzięła udział mniej niż 1/3 uprawnionych. Partia nie wzięła udziału również w kolejnych wyborach parlamentarnych w 2013, również uzasadniając swoją decyzję niekorzystną ordynacją wyborczą. Trzy lata później Front startował w wyborach w ramach Narodowej Koalicji na rzecz Reformy wspólnie z politykami społeczności jordańskich chrześcijan, liderami plemion i nacjonalistami. Kandydaci wystawieni przez Braci Muzułmańskich zdobyli 10 miejsc w parlamencie.